# گمینا ژابیا وولا
گمینا ژابیا وولا (به لهستانی:  Gmina Żabia Wola) یک گمینا در لهستان است که در شهرستان گروجیسک مازوویتسکی واقع شده‌است. گمینا ژابیا وولا ۱۰۵٫۶۱ کیلومتر مربع مساحت و ۶٬۳۴۷ نفر جمعیت دارد.